# Hot Christian Songs

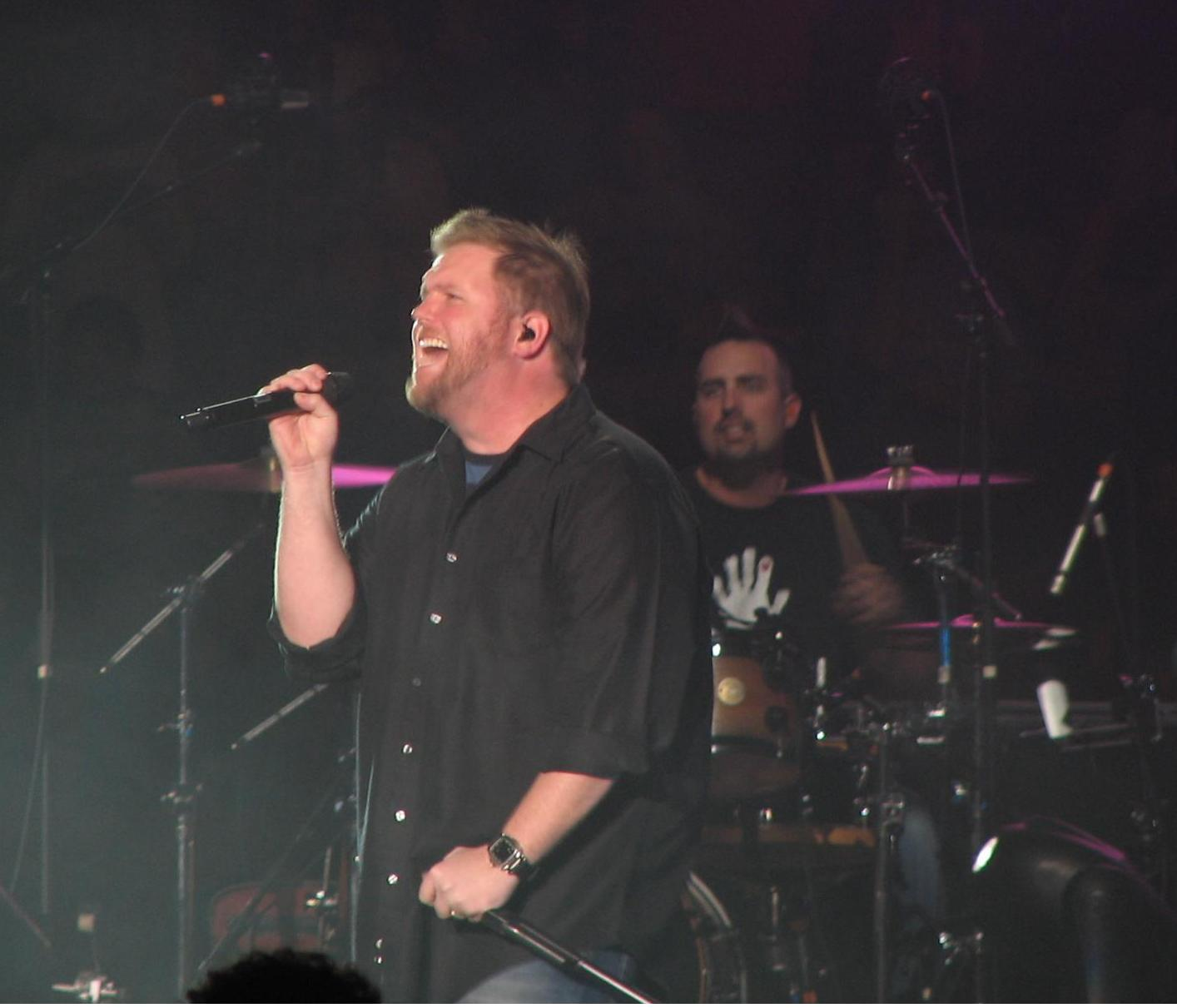
Cette photographie a été prise le 15 février 2008. Elle représente Bart Millard (chanteur) et Robin Shaffer (batteur) de MercyMe en concert au BI-LO Center de Greenville, Caroline du Sud lors de l'événement WinterJam le 15 février 2008.

Hot Christian Songs est un hit parade publié chaque semaine par Billboard aux États-Unis. Il classe la popularité des chansons chrétiennes employant la même méthodologie développée par le BillBoard Hot 100, le palmarès des chansons phares du magazine, en incluant les données des ventes des téléchargements, les données d'écoutes, et les passages à l'antenne parmi tous les moniteurs de stations de radio.
Depuis son lancement en juin 2003 jusqu'en novembre 2013, le hit parade Hot Christian Songs classa les meilleures chansons uniquement par les impressions globales de l'audience jouées sur les stations radio de musique chrétienne contemporaine. Commençant avec le hit parade le 7 décembre 2013, le hit parade suit la même méthodologie utilisée pour le Hot 100 en compilant ses classements. Le Christian Airplay a été conçu à l'unisson avec le changement pour continuer à surveiller la diffusion des chansons sur la radio chrétienne.

## Jalons de la chanson

### La plupart des semaines au numéro un
- 18 chansons ont passé quinze semaines ou plus à la tête du hit parade. Ceux-ci sont:

| Semaines | Artiste                          | Chanson                                 | Années)   | Ref. |
| -------- | -------------------------------- | --------------------------------------- | --------- | ---- |
| 132      | Lauren Daigle                    | You Say                                 | 2018-21   |      |
| 61       | Hillsong United                  | Oceans (Where Feet May Fail)            | 2013-2016 |      |
| 37       | Hillsong Worship                 | What A Beautiful Name                   | 2017-2018 |      |
| 26       | Carrie Underwood                 | Something in the Water                  | 2014-2015 |      |
| 26       | Brandon Lake                     | Gratitude                               | 2023-2024 |      |
| 24       | Katy Nicole                      | In Jesus Name (God of Possible)         | 2022      |      |
| 23       | MercyMe                          | Word of God Speak                       | 2003      |      |
| 19       | Needtobreathe                    | Brother                                 | 2015      |      |
| 19       | Casting Crowns                   | East to West                            | 2007      |      |
| 19       | Brandon Heath                    | Give Me Your Eyes                       | 2008      |      |
| 19       | Lauren Daigle                    | Thank God I Do                          | 2023      |      |
| 18       | Chris Tomlin                     | Made to Worship                         | 2006      |      |
| 18       | Lauren Daigle                    | Trust in You                            | 2015      |      |
| 18       | Cory Asbury                      | Reckless Love                           | 2018      |      |
| 17       | Matthieu West                    | Hello, My Name Is                       | 2013      |      |
| 15       | Jeremy Camp                      | Take You Back                           | 2005      |      |
| 15       | Building 429                     | Where I Belong                          | 2012      |      |
| 15       | Chris Tomlin                     | Whom Shall I Fear (God of Angel Armies) | 2013      |      |
| 15       | Hillary Scott & The Scott Family | Thy Will                                | 2016      |      |

Source ,:

### Nombre total de semaines le plus élevé au classement
- 37 chansons ont passé 52 semaines ou plus aux classements. Ceux-ci sont:

Oceans (Where Feet May Fail) – Hillsong UNITED (191 semaines)
You Say – Lauren Daigle (160 semaines)
Gratitude – Brandon Lake (82 semaines)
What A Beautiful Name – Hillsong Worship (81 semaines)
Holy Forever - Chris Tomlin (78 semaines)
O Come to the Altar – Elevation Worship (74 semaines)
Word of God Speak – MercyMe (72 semaines)
’Blessed Be Your Name – tree63 (68 semaines)
Reckless Love- Cory Asbury (68 semaines)
Where I Belong – Building 429 (63 semaines)
You Are My King (Amazing Love) – Newsboys (63 semaines)
God Only Knows- for King & Country (62 semaines)
More – Matthew West (60 semaines)
10,000 Reasons (Bless the Lord) – Matt Redman (59 semaines)
By Your Side – Tenth Avenue North (58 semaines)
Who You Say I Am- Hillsong Worship (58 semaines)
Trust in You – Lauren Daigle (57 semaines)
Graves into Gardens- Elevation Worship mettant en vedette Brandon Lake (57 semaines)
Who Am I – Casting Crowns (56 semaines)
There Will Be a Day – Jeremy Camp (55 semaines)
(There's Gotta Be) More to Life – Stacie Orrico (55 semaines)
Same God – Elevation Worship avec Jonsal Barrientes (55 semaines)
Redeemed – Big Daddy Weave (54 semaines)
Rescue – Lauren Daigle (54 semaines)
Lord, I Need You - Matt Maher avec Audrey Assad (52 semaines)
You Are I Am - MercyMe (52 semaines)
God's Not Dead (Like a Lion) – Newsboys (52 semaines)
One Thing Remains – Passion avec Kristian Stanfill (52 semaines)
’‘Need You Now (How Many Times) – Plumb (52 semaines) 
Lead Me’‘ – Sanctus Real (52 semaines) 
My Hope Is in You – Aaron Shust (52 semaines)
Whom Shall I Fear (God of Angel Armies) – Chris Tomlin (52 semaines)
The Motions – Matthew West (52 semaines)
Chain Breaker - Zach Williams (52 semaines)
Even If – MercyMe (52 semaines)
So Will I (100 Billion X) – Hillsong UNITED (52 semaines)
Resurrecting – Elevation Worship (52 semaines)